# Karl Nicola (Politiker)

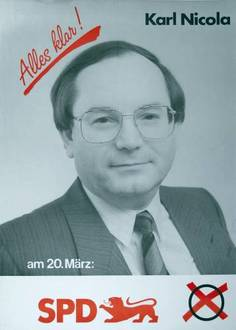
Wahlplakat zur Landtagswahl 1988 mit Porträt Karl Nicolas

Karl Nicola (* 3. Dezember 1939 in Freiburg im Breisgau; † 18. März 2023 in Weisweil) war ein deutscher Politiker (SPD). Er war von 1972 bis 1992 Abgeordneter im Landtag von Baden-Württemberg und von 1974 bis 1998 Bürgermeister der Gemeinde Weisweil.

## Leben
Nach dem Besuch des Progymnasiums in Kenzingen und der Handelsschule in Emmendingen absolvierte Nicola eine kaufmännische Ausbildung in einem Weisweiler Betrieb, die er 1957 mit der Prüfung als Industriekaufmann abschloss. Im Anschluss arbeitete er mehrere Jahre als Leiter der Betriebsabrechnung in der Industrie. Später nahm er eine Tätigkeit als Rentenberater in Weisweil auf.
Nicola war seit 1961 Mitglied der SPD. Er war mehrere Jahre Vorsitzender des SPD-Ortsvereins Weisweil und ab 1964 stellvertretender Vorsitzender des SPD-Kreisverbands Emmendingen.
Ab 1965 war er Gemeinderat in Weisweil und Kreisrat im Landkreis Emmendingen. Von 1974 bis 1998 amtierte er als Bürgermeister der Gemeinde Weisweil.
Nicola wurde bei den Landtagswahlen 1972, 1976, 1980, 1984 und 1988 jeweils als Abgeordneter in den Landtag von Baden-Württemberg gewählt, dem er ununterbrochen bis 1992 angehörte. Er vertrat in allen Wahlperioden das Zweitmandat des Wahlkreises Emmendingen und war im Parlament unter anderem Vorsitzender des Ausschusses für den Ländlichen Raum.
Karl Nicola war verheiratet und hatte zwei Kinder.

## Ehrungen und Auszeichnungen
- 1980: Verdienstkreuz am Bande der Bundesrepublik Deutschland
- 1992: Großes Verdienstkreuz der Bundesrepublik Deutschland[3]
- 2011: Willy-Brandt-Medaille in Silber[3]
- 2015: Ehrenbürger der Gemeinde Weisweil[4]